# Paradoja del mentiroso
La paradoja del mentiroso es en realidad un conjunto de paradojas relacionadas. El ejemplo más simple de la misma surge al considerar la oración «Esta oración es falsa». Dado el principio del tercero excluido, dicha oración debe ser verdadera o falsa. Si suponemos que es verdadera, entonces todo lo que la oración afirma es verdadero. Pero la oración afirma que ella misma es falsa, y eso contradice nuestra suposición original de que es verdadera. Supongamos, pues, que la oración es falsa. Luego, lo que afirma debe ser falso. Pero esto significa que es falso que ella misma sea falsa, lo cual vuelve a contradecir nuestra suposición anterior. De este modo, no es posible asignar un valor de verdad a la oración sin contradecirse.
A lo largo de los siglos, el interés por resolver esta paradoja y sus variantes ha impulsado una enorme cantidad de trabajo en semántica, lógica y filosofía en general.

## Comentario
Esta paradoja muestra que es posible construir oraciones perfectamente correctas según las reglas gramaticales y semánticas, pero que pueden no tener un valor de verdad según la lógica tradicional.
Consideremos una de las formas más simples de esta paradoja: “Esta oración es falsa”:
- Si suponemos que esa afirmación es verdadera, entonces lo que dice es verdadero. Ya que la oración afirma que es falsa, entonces debe ser falsa. Por tanto, si suponemos que es verdadera, alcanzamos una contradicción.
- Si suponemos que la oración es falsa, entonces lo que afirma debe ser falso. Ya que afirma que la oración es falsa, entonces la oración debe ser verdadera. De nuevo, si suponemos que es falsa, alcanzamos una contradicción.

## La primera versión conocida
La versión más antigua de la paradoja del mentiroso se atribuye al filósofo griego Eubulides de Mileto, que vivió en el siglo IV a. C. Supuestamente Eubulides dijo:
| Un hombre afirma que está mintiendo. ¿Lo que dice es verdadero o falso ? |

## Una versión doble
Es posible construir esta paradoja de modo que una afirmación no se refiera directamente a su propio valor de verdad. Existen de este modo varias versiones equivalentes:
- La más simple: “La oración posterior es cierta” y “La oración anterior es falsa”.
- Una tarjeta, en una de cuyas caras aparece: “Lo que está escrito en la otra cara es cierto” y en la otra: “Lo que está escrito en la otra cara es falso”.
- Un libro, que en la página "n" tiene escrito “Lo que está escrito en la página n+1 es cierto” y en la página n+1: “Lo que está escrito en la página n es falso”.

En realidad se trata de una cuestión de autorreferencia.

## Posibles soluciones

### Lógica difusa
En la lógica difusa, el valor de verdad de una afirmación puede ser cualquier número real entre 0 y 1, a diferencia de la lógica booleana, donde los valores de verdad solo pueden ser los valores enteros 0 o 1. En este sistema, la afirmación "Esta afirmación es falsa" ya no es paradójica, ya que se le puede asignar un valor de verdad de 0.5, lo que la convierte en exactamente mitad verdadera y mitad falsa, tal como se muestra a continuación:
Sea 𝑥 el valor de verdad de la afirmación "Esta afirmación es falsa". La afirmación se convierte en
{\displaystyle x=NOT(x)}
tras generalizar el conector NOT con su conector Zadeh equivalente de la lógica difusa, la afirmación se transforma en
{\displaystyle x=1-x}
de la cual se intuye que
{\displaystyle x=0.5}